# Pallacanestro Cantù 1976-1977
Questa voce raccoglie le informazioni riguardanti la Pallacanestro Cantù nelle competizioni ufficiali della stagione 1976-1977.

## Stagione
La stagione 1976-1977 della Pallacanestro Cantù sponsorizzata Forst, è la 22ª nel massimo campionato italiano di pallacanestro, la Serie A1.
All'inizio della stagione ci fu la questione relativa a Bob Lienhard da sistemare. Il giocatore americano aveva assunto la cittadinanza italiana, dopo sei anni trascorsi in Italia, ma la Federazione non aveva intenzione di riconoscergli la nazionalità italiana di giocatore. Così venne acquistato lo statunitense Harthorne Wingo come straniero per il campionato, mentre Bob Lienhard venne schierato per le gare di coppa.
Il ritorno di campionato si concluse con Cantù ad occupare il terzo posto. Le prime sei squadre di A1 e le prime due di A2 vennero divise in due gironi da quattro squadre e poi le prime due classificate si sarebbero incrociate con le altre due dell'altro girone, dando così inizio all'era dei playoff. Cantù perse nell'esordio nella poule Scudetto ma si rifece immediatamente a Milano contro la Xerox, dedicando la vittoria a Luciano Vendemini scomparso qualche giorno prima.
Contemporaneamente la Pallacanestro Cantù riuscì anche a qualificarsi alle semifinali di Coppa delle Coppe contro la Cinzano Milano. In questo modo Cantù si qualificò prima nel girone di campionato, dove dovette affrontare la Sinudyne Bologna e inoltre guadagnò l'accesso alla finale, che per la prima volta sarebbe stata una partita secca per Cantù, da giocarsi a Palma di Maiorca contro il Beogradski košarkaški klub Radnički. Così il 29 marzo i canturini scesero in finale dove faticarono moltissimo, ma alla fine riuscirono a spuntarla per 87-86 regalando alla Pallacanestro Cantù la sua prima Coppa delle Coppe, ancora una volta vinta in trasferta.

## Roster
| N° | Naz.                                       | Ruolo | Sportivo             |  |  |  |  |
| -- | ------------------------------------------ | ----- | -------------------- |  |  |  |  |
| 4  | Italia (bandiera)                          | PG    | Umberto Cappelletti  |  |  |  |  |
| 5  | Italia (bandiera)                          | PG    | Roberto Natalini     |  |  |  |  |
| 6  | Italia (bandiera)                          | G     | Carlo Recalcati      |  |  |  |  |
| 7  | Italia (bandiera)                          | A     | Franco Meneghel      |  |  |  |  |
| 8  | Italia (bandiera)                          | AG    | Fabrizio Della Fiori |  |  |  |  |
| 10 | Italia (bandiera)                          | P     | Giorgio Cattini      |  |  |  |  |
| 11 | Italia (bandiera)                          | AP    | Bruno Carapacchi     |  |  |  |  |
| 12 | Stati Uniti (bandiera)                     | AC    | Harthorne Wingo      |  |  |  |  |
| 13 | Stati Uniti (bandiera) · Italia (bandiera) | C     | Bob Lienhard         |  |  |  |  |
| 14 | Italia (bandiera)                          | P     | Pierluigi Marzorati  |  |  |  |  |
| 15 | Italia (bandiera)                          | C     | Giampiero Cortinovis |  |  |  |  |
| 16 | Italia (bandiera)                          | C     | Renzo Tombolato      |  |  |  |  |
| -  | Italia (bandiera)                          | A     | Giorgio Prezzati     |  |  |  |  |
|    | Italia (bandiera)                          | ALL.  | Arnaldo Taurisano    |  |  |  |  |

## Mercato
| Acquisti | Acquisti        | Acquisti    | Acquisti   |
| R.       | Nome            | da          | Modalità   |
| -------- | --------------- | ----------- | ---------- |
| AC       | Harthorne Wingo | N.Y. Knicks | definitivo |

| Cessioni | Cessioni          | Cessioni        | Cessioni       |
| R.       | Nome              | a               | Modalità       |
| -------- | ----------------- | --------------- | -------------- |
| AG       | John Grochowalski | Auxilium Torino | fine contratto |
| C        | Mario Beretta     | UG Goriziana    | fine contratto |